# Фурж
Фурж (фр. Fourges) насеље је и општина у северној Француској у региону Горња Нормандија, у департману Ер која припада префектури Andelys.
По подацима из 2011. године у општини је живело 804 становника, а густина насељености је износила 104,15 становника/km². Општина се простире на површини од 7,72 km². Налази се на средњој надморској висини од 33 метара (максималној 142 m, а минималној 20 m).

## Демографија
| 1962. | 1968. | 1975. | 1982. | 1990. | 1999. | 2011. |
| ----- | ----- | ----- | ----- | ----- | ----- | ----- |
| 312   | 321   | 419   | 453   | 685   | 772   | 804   |

График промене броја становника у току последњих година